# Samba Mariama
Samba Mariama, née en 1958 et morte le 14 février 2018 à Ebebda, est une politicienne camerounaise originaire de la région de l'Ouest Cameroun.

## Biographie

### Carrière
Samba Mariama a assumé de la fonction d'adjointe au maire de la municipalité de Foumbot de 2007 à 2013. En 2013, elle est élue députée au sein de l'Union démocratique du Cameroun (UDC) pour le département du Noun, situé dans la région de l'Ouest du Cameroun.

## Mort
Samba Mariama est décédée le 14 février 2018 à la suite d'un accident de la circulation dans la ville d'Ebebda, région du centre Cameroun.